# Teoria 90-9-1
La Teoria 90-9-1 és una teoria formulada el 2006 per Jakob Nielsen. També rep el nom de Desigualtat Participativa. Estipula que tot lloc que requereix la col·laboració d'una comunitat per al seu funcionament, pateix una desigualtat en aquesta participació, la qual es representa per, aproximadament, les següents proporcions:
- El 90% dels usuaris són “espectadors”. Es dediquen a observar, però mai aporten contingut.
- El 9% dels usuaris contribueix ocasionalment i de manera puntual. Aproximadament el 10% de les participacions són aportades per aquest segment dels usuaris.
- L'1% dels usuaris s'atribueix més del 90 % de les participacions i d'altres activitats del sistema. Aquest 1% rep el nom de “superusuaris” (Heavy Contributors), ja que la seva activitat supera àmpliament la de la resta d'integrants de la comunitat.

## Comprovacions
Aquesta teoria va ser posada a prova per Tancer el 2008 mesurant la participació en plataformes com Viquipèdia, YouTube o Flickr, i els resultats dels seus experiments van ser positius. Encara que el 2010 un estudi de la Universitat Catòlica de Múrcia (UCAM) dut a terme a Som de Periodisme, una xarxa social especialitzada en estudiants de periodisme, va concloure que aquests percentatges variaven en petites comunitats i plataformes especialitzades, distribuint així la participació dels usuaris:
- L'1% dels usuaris va generar aproximadament el 50% dels continguts.
- El 9% va generar aproximadament un 45% de les contribucions a la xarxa.
- I el 90% restant d'usuaris només van suposar per a la xarxa un 5%.

Observem per tant que l'estudi de la UCAM va concloure que el 10% dels usuaris són responsables de generar el 95% del contingut.

## Regla de l'1% (cibercultura)
Una altra variant en la cibercultura és la regla de l'1%, una regla empírica pertanyent a la participació d'una comunitat a internet. La regla especifica que només l'1% dels usuaris d'un lloc d'Internet crea de forma activa nou contingut, mentre que el 99% dels participants només són espectadors o lurkers.